# Happy Palace
Happy Palace is een Nederlandse televisiefilm uit 2024.
De regisseur was Nicole van Kilsdonk.
Het script werd geschreven door Ilse Ott en Yan Ting Yuen.
De hoofdrollen worden gespeeld door Donna Tang, Tenzing Woing en Mei Ling Wan.
De film is gemaakt in het kader van Telefilm.
De personages spreken Nederlands en een Chinese taal (ondertiteld).

## Verhaal
Yung Ling heeft een goede baan bij een bank en woont samen met Diederik. Lok Man is kunstenaar en krijgt geld van een anonieme sponsor.
Na het onverwachte overlijden van hun vader gaan ze onder druk van hun moeder werken in het ouderlijk restaurant.
Lok Man doet de bediening en Yung Ling werkt in de keuken.
Een gezelschap oude bekenden van Lok Man, waaronder Joppe, eet in het restaurant; ze noemen hem "kroepoekman" en vragen of hij in foeyonghai geweest is.
Lok Man wordt daar kwaad om en laat dat merken.
Yung Ling komt erachter dat het restaurant veel schulden heeft, en ook dat er maandelijks 1000 euro naar een buitenlandse rekening gaat.
Lok Man gaat naar een café, maar kan niet betalen. Barman Joppe voelt zich schuldig en laat het zitten. 
Lok Man hoort van zijn agent dat er geen werk van hem is verkocht en dat zijn anonieme sponsor is gestopt.
Diederik toont Yung Ling zijn plannen voor de koop van een stuk grond voor een tapasrestaurant. 
Yung Ling protesteert, want dat is niet het "Asian restaurant" wat ze hadden afgesproken. 
Er komt een vrouw uit Antwerpen in het restaurant.
Ze vertelt dat Chang €75.000 geleend had van haar.
Ze wijst erop dat schulden vóór Chinees Nieuwjaar vereffend moeten worden.
Moeder vertelt dat deze tante Ming een nicht is van Chang, en dat ze bij de Chinese maffia zit en heel gevaarlijk is. 
Diederik gaat op reis, en verwacht dat Yung Ling nareist. Hij noemt haar werk in het restaurant "trekken aan dood paard". 
Weer in het café biedt barman Joppe biedt excuses aan voor vroeger.
Lok Man vertelt dat hij het restaurant haatte en hij iets anders wilde, en daarom is weggegaan. 
Joppe zegt dat hijzelf nooit het lef heeft gehad om te vertrekken en daarom nog steeds in de kroeg van zijn vader staat. 
Hij spreekt zijn respect voor Lok Man uit.
Yung Ling maakt plannen voor het restaurant, met een nieuwe kaart en nieuw interieur.
Ze maakt daarvoor 10.000 euro over van de gezamenlijke rekening van Diederik en haarzelf.
Na de heropening is de omzet boven verwachting.
Yung Ling neemt ontslag bij de bank en komt met een nieuw plan: een jubileumfeest bij het 35-jarig bestaan van het restaurant.
Ze komt er achter dat de maandelijkse overboeking van 1000 euro naar de agent van Lok Man ging.
Op een drukke avond hebben twee dames kritiek op een visgerecht. 
Yung Ling noemt hen zouteloze polderkutten en draait door.
De volgende dag zien ze een negatieve review. 
Diederik komt terug van zijn reis en begint over het geld dat van hun rekening verdwenen is. 
Yung Ling vertelt dat ze het geld in het restaurant heeft gestoken, dat ze Ibiza haat, dat ze het haat dat hij haar schatje noemt, en dat ze tapas haat.
Ze vertrekt met een rolkoffer naar het restaurant.
Ze vertelt dat Chang 1000 per maand aan Lok Man gaf, via diens agent. 
Lok Man loopt weg, en vertelt aan Joppe dat de anonieme sponsor zijn eigen vader was.
Hij had zijn vader kort voor diens dood gezien op zijn grote expositie.
Hij zag er armoedig uit, Lok Man schaamde zich dood en deed of hij hem niet zag, vertelt hij in tranen.
Joppe vertelt dat hij de term "kroepoekman" heeft bedacht.
Lok Man vertelt Yung Ling dat hij niet wist dat zijn geld van hun vader kwam. 
Bij het jubileum, met Chinees Nieuwjaar, is er gratis eten en drinken. 
Yung Ling ontdekt giftige bladeren in een oud boek van haar vader. 
Ze bedenken dat die voor tante Ming bedoeld waren; hij had een afspraak met haar op zijn sterfdag. 
Ze vergiftigen tante Ming en leggen haar in een vriezer.
De gasten arriveren voor het jubileumfeest, ook Joppe met zijn maten.
Na afloop breekt er boven het restaurant brand uit.
Ma komt naar buiten en zegt: "Dit was mijn laatste offer."
Ma geeft beiden een boek en zegt dat er nog verzekeringsgeld komt.
Ze gaat bij hun tante wonen, en zegt dat Yung Ling en Lok Man nu dus vrij zijn om te doen wat ze willen.
Ze vertrekt.
Yung Ling loopt weg met een rolkoffertje.
Na de aftiteling is in de vriezer tante Ming te zien.
Ze opent haar ogen.

## Rolverdeling
| Acteur                                                   | Rol                   | Omschrijving                     |
| -------------------------------------------------------- | --------------------- | -------------------------------- |
| Donna Tang                                               | Yung Ling Wu          | dochter van Chang                |
| Tenzing Woing                                            | Lok Man               | zoon van Chang                   |
| Mei Ling Wan                                             | Suk Wai               | echtgenote van Chang             |
| Aaron Wan                                                | Chang                 | restauranthouder / kok           |
| Chloe Cheung                                             | Yung Ling             | dochter van Chang als klein kind |
| Steef Cuijpers                                           | Koos                  | vaste klant, met hond Bea        |
| Lisa Man                                                 | tante Ming            | nicht van Chang                  |
| Joep Vermolen                                            | Joppe                 | barman                           |
| Valentijn Benard                                         | Diederik van Staveren | partner van Yung Ling            |
| Janni Goslinga                                           | Marga                 | chef van Yung Ling               |
| Yassine Chigri                                           | Youssef               | vleesleverancier                 |
| Anna Keuning en Alice Eefting                            |                       | ontevreden klanten               |
| Mijke van Rijn en Bart de Rijk                           |                       | Collega's                        |
| Valentijn de Jonge, Hayo de Kruijf, Maurits van den Berg |                       | Bowlingclubbers                  |
| Laura Bell                                               | Louise Felix (stem)   | agent van Lok Man                |
| Felicia Bao en Liyuan Lin                                |                       | violisten                        |
| Wing Poon en Lico Lee                                    |                       | Soapacteurs                      |

## Productie
Als locatie van het restaurant werd het pand Willem de Zwijgerstraat 14 in Noord-Scharwoude gebruikt.

## Kritieken
In TrosKompas kreeg de film een beoordeling met drie sterren, "solide drama met thrillertrekjes".
Filmkrant concludeert: "een non-distincte flauwe hap".
In de VPRO Gids kreeg de film drie sterren, "geslaagd familieportret met perspectieven vanuit de Chinees-Nederlandse gemeenschap".
Filmtotaal spreekt van een "slordige, saaie televisiefilm", en geeft anderhalve ster.
Cinemagazine noemt het "gewoon een goed gemaakte speelfilm" met oordeel 4.